# Гималаец
«Гимала́ец» (англ. The Himalayan, кит. трад. 密宗聖手, упр. 密宗圣手, палл. Ми цзун шэн шоу, буквально: «Мастера школы Ми») — гонконгский фильм с боевыми искусствами 1976 года режиссёра Хуан Фэна по сценарию Ни Куана. В фильме главные роли исполняли Анждела Мао, Чэнь Син и Тань Даолян. Съёмки проходили в Непале.

## Сюжет
Цзэн Лю — влиятельный и богатый человек в Китае, который отправляет свою единственную дочь Цинлань на тибетский турнир по боевым искусствам, в надежде найти ей хорошего мужа и себе достойного преемника. Там она встречает Гао Ихана, который влюбляется в неё, но не хочет жениться из-за того, что он уже женат. Тогда его амбициозный брат Чжэнь, который хочет прибрать к рукам богатство Лю, убивает брата, и отправляет на свадьбу двойника. Когда Цинлань должна принять все богатства и владения своего отца, Чжэнь убивает двойника, калечит Цинлань, и представляет её отцу всё так, будто его дочь убила мужа и изменила ему со своим другом детства Тяньцянем. Отец, не выдержав позора, отдаёт всё богатство Чжэню и сбрасывает связанную дочь в реку. Тяньцян спасает её, после чего они отправляются в буддийский храм, где изучают боевые искусства. Затем пара возвращается к Лю, спасает его от смерти, и наказывает Чжэня.

## В ролях
| Актёр        | Роль                  |
| ------------ | --------------------- |
| Анждела Мао  | Цзэн Цинлань          |
| Чэнь Син     | Гао Чжэнь             |
| Тань Даолян  | Сюй Тяньцян           |
| Гуань Шань   | Цзэн Лю               |
| Лин Хань     | Гао Ихан / Вань Сяофу |
| Ван Эньцзи   | Мань                  |
| Хань Инцзе   | Цзюй Лун              |
| Хун Цзиньбао | друг Чжэня            |
| Лу Цзюнь     | шантажист             |
| Хун Синчжун  | отец Тяньцяна         |
| Ли Цзядин    | охранник Чжэня        |
| Ян Вэй       | охранник Чжэня        |

Также в фильме засветились Джеки Чан, Юань Бяо, Юнь Ва и Кори Юнь.

## Съёмочная группа
- Кинокомпания: Golden Harvest
- Продюсер: Рэймонд Чоу
- Режиссёр: Хуан Фэн
- Сценарист: Ни Куан[англ.]
- Ассистент режиссёра: Чжан Хун
- Постановка боёв: Хань Инцзе, Чжу Юаньлун
- Оператор: Ли Ютан
- Художник: Чинь Сам
- Композитор: Ван Вэй
- Монтажёр: Чжан Яоцзун
- Гримёр: Чань Куокхун
- Дизайнер по костюмам: Чю Синхэй

## Премии
13-й Тайбэйский кинофестиваль Golden Horse (1976) — премия в следующей категории:
- Лучший монтаж — Чжан Яоцзун[6][7]